# Марліана
Марліана (італ. Marliana) — муніципалітет в Італії, у регіоні Тоскана,  провінція Пістоя.
Марліана розташована на відстані близько 270 км на північний захід від Рима, 45 км на північний захід від Флоренції, 12 км на захід від Пістої.
Населення — 3202 особи (2014).

## Демографія
Населення за роками:

Станом на 1 січня 2023 року в муніципалітеті офіційно проживало 260 іноземців з 55 країн, серед них 65 громадян країн Євросоюзу та 4 громадяни України.

## Сусідні муніципалітети
- Масса-е-Коцциле
- Монтекатіні-Терме
- Пеша
- Пістоя
- Пітельйо
- Серравалле-Пістоїєзе